# Elasmostethus atricornis
Elasmostethus atricornis är en insektsart som först beskrevs av Van Duzee 1904.  Elasmostethus atricornis ingår i släktet Elasmostethus och familjen taggbärfisar. Inga underarter finns listade i Catalogue of Life.